# Головеньки (Черниговская область)
Голове́ньки (укр. Головеньки) – село, расположенное на территории Борзнянского района Черниговской области (Украина).
Население составляет 1000 жителей (2022 год).
Село Головеньки находится примерно в 21 км к северо-востоку от центра города Борзна. Средняя высота населённого пункта — 125 м над уровнем моря. Село находится в зоне умеренно континентального климата.
Национальный состав представлен преимущественно украинцами, конфессиональный состав — христианами.

## История
- С 1861 года в составе Шаповаловской волости Борзнянского уезда[1].

В селе Гужовка была Михайловская церковь. Священнослужители Михайловской церкви:
- 1786 — священник Ефим Самойлович, священник Александр Кохановский
- 1811—1827 — священник Иван Александрович Соломаха, священник Емельян Александрович Соломаха
- 1842 — священник Дмитрий Соломаха, священник Иван Соломаха, дьячек Андрей Соломаха, пономарь Яков Соломаха
- 1846 — священник Дмитрий Емельянович Соломаха